# Cytochrome f
Le cytochrome f (cyt f) est la plus grosse sous-unité du complexe cytochrome b6f (EC 1.10.9.1), ce dernier étant fonctionnellement et structurellement apparenté au complexe cytochrome bc1 des mitochondries ; le cytochrome f y joue un rôle analogue à celui du cytochrome c1 bien qu'ils aient une structure différente.
La structure tridimensionnelle du cytochrome f du navet (Brassica rapa) a été déterminée. Le segment côté lumen présente deux domaines structurels : un plus petit sur un plus gros lui-même placé sur le segment faisant le lien avec le domaine membranaire. Le domaine le plus gros consiste en un sandwich bêta antiparallèle et un court peptide de liaison à l'hème. Le domaine le plus petit est un feuillet bêta inséré entre les brins bêta F et G du domaine le plus grand. L'hème s'insère entre deux petites hélices et l'extrémité N-terminale du cytochrome f.
Au sein de la deuxième hélice, la séquence Cys–Xaa–Xaa–Cys–His (résidus 21 à 25) contient les acides aminés liés par covalence à l'hème par liaison thioester avec la cystéine-21 et la cystéine-24. L'histidine-25 est le 5e ligand du cation de fer de l'hème, le 6e ligand étant le groupe amine de la tyrosine-1 de la première hélice.
Le cytochrome f contient un réseau interne de molécules d'eau qui pourraient jouer le rôle de canal à protons ; cette structure semble être conservée dans les différents cytochromes f étudiés.